# STAR21
A STAR21 egy kísérleti japán billenőszekrényes nagysebességű villamos motorvonat volt. Összesen egy kilencrészes szerelvényt gyártottak 1992-ben. 1992 és 1998 között volt forgalomban. A East Japan Railway Company üzemeltette, hogy tapasztalatokat szerezzen a 350 km/h vagy nagyobb sebességű közlekedésben.

## Összeállítása
| Kocsiszám       | 1      | 2      | 3      | 4      | 5      | 6      | 7      | 8      | 9      |
| --------------- | ------ | ------ | ------ | ------ | ------ | ------ | ------ | ------ | ------ |
| Designation     | Tc     | M      | M'     | Ts     | T      | M      | M'     | M      | M'c    |
| Pályaszám       | 952-1  | 952-2  | 952-3  | 952-4  | 953-1  | 953-2  | 953-3  | 953-4  | 953-5  |
| Ülőhelyek száma | 56     | 63     | 72     | 34     | 56     | 48     | 48     | 48     | 46     |
| Tömeg (t)       | 30,0   | 29,9   | 33,2   | 25,5   | 19,4   | 20,7   | 21,4   | 20,4   | 27,0   |
| Járműhossz (mm) | 26 250 | 25 000 | 25 000 | 25 000 | 22 250 | 18 500 | 18 500 | 18 500 | 25 500 |

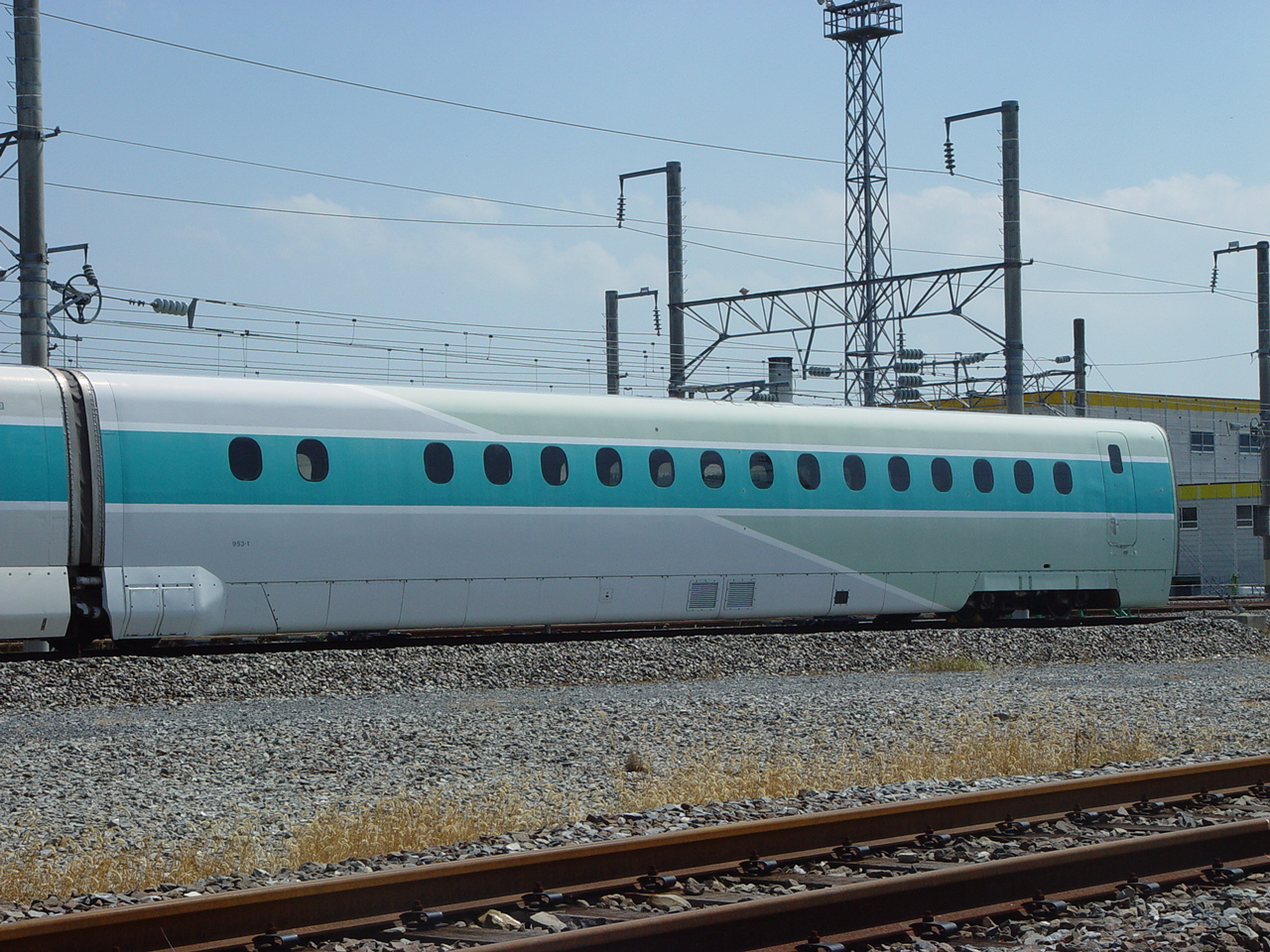
Egy megőrzött betétkocsi a Sendai Shinkansen Depot-ban

A harmadik és a hetedik kocsinak volt áramszedője